# Mount Barren
Mount Barren (englisch für Karger Berg) ist ein 645 m (nach britischen Angaben 640 m) hoher Berg an der Nordküste Südgeorgiens. Er ragt dort westlich des Husvik Harbor auf.
Den deskriptiven Namen erhielt der Berg vermutlich durch Wissenschaftler der britischen Discovery Investigations zwischen 1926 und 1930.